# Marie-Cathérine Arnold

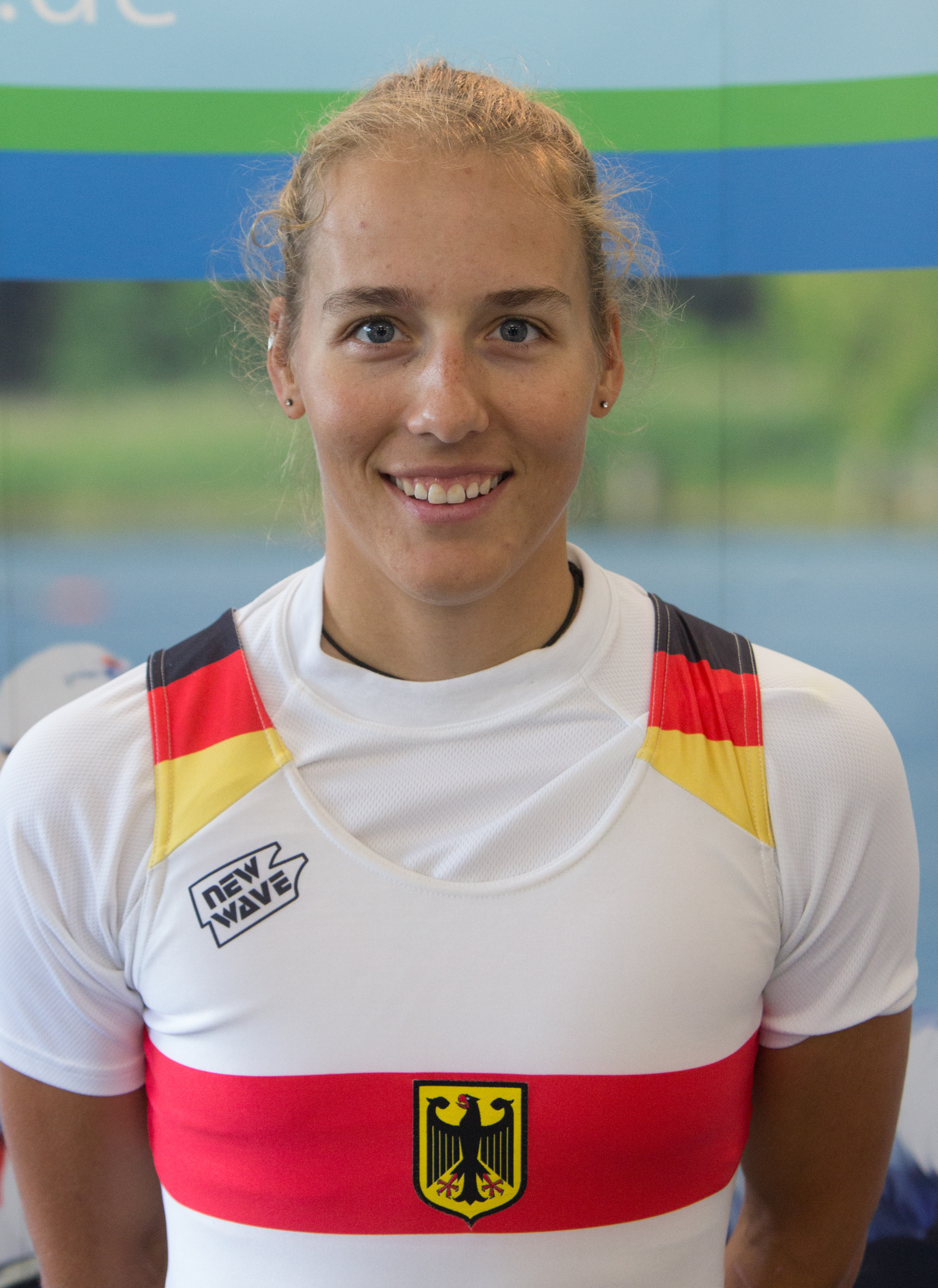
Marie-Cathérine Arnold, 2017

Marie-Cathérine Arnold (* 7. November 1991 in Ahlten) ist eine deutsche Ruderin.

## Karriere
Arnold begann 1999 mit dem Rudern. Bei den Junioren-Weltmeisterschaften 2008 gewann sie zusammen mit Julia Lier, Maren Stallkamp und Ulrike Törpsch den Titel im Doppelvierer, 2009 siegte sie zusammen mit Julia Lier im Doppelzweier bei den Junioren-Weltmeisterschaften. Nachdem sie an den U23-Weltmeisterschaften 2010 nur als Ersatzruderin teilgenommen hatte, gewann sie 2011 zusammen mit Ulrike Törpsch, Lisa Schmidla und Julia Lier im Doppelvierer. Im Jahr darauf belegte sie im Doppelvierer zusammen mit Ulrike Törpsch, Judith Sievers und Mareike Adams den zweiten Platz hinter den Australierinnen, 2013 erhielt sie zusammen mit Luisa Neerschulte, Anne Marie Kroll und Carina Böhlert die Bronzemedaille hinter den Rumäninnen und den Polinnen.
2014 startete Arnold erstmals in der Erwachsenenklasse. Bei den Europameisterschaften in Belgrad gewannen Marie-Cathérine Arnold, Julia Lier, Julia Richter und Mareike Adams die Silbermedaille hinter dem belarussischen Doppelvierer. Bei den Weltmeisterschaften 2014 war Arnold Ersatzruderin. 2015 siegte sie zusammen mit Annekatrin Thiele, Carina Bär und Lisa Schmidla bei den Europameisterschaften in Posen, bei den Weltmeisterschaften auf dem Lac d’Aiguebelette erhielten die deutschen Ruderinnen die Silbermedaille hinter dem US-Doppelvierer. Zum Auftakt der Olympiasaison 2016 wurde Arnold bei den Deutschen Kleinbootmeisterschaften in Köln Deutsche Meisterin im Einer. Bei den Europameisterschaften in Brandenburg an der Havel verteidigten Thiele, Bär, Arnold und Schmidla ihren Titel. Arnold startete bei den Olympischen Sommerspielen 2016 mit Mareike Adams im Doppelzweier und belegte den siebten Platz. Im folgenden Jahr konnte sie krankheitsbedingt nicht wie geplant trainieren. Bei den Europameisterschaften und Weltmeisterschaften war sie daraufhin nur Ersatzfrau.
2018 bildete sie zusammen mit Carlotta Nwajide, Franziska Kampmann und Frieda Hämmerling einen neuen Doppelvierer. Diese Crew gewann hinter den Polinnen die Silbermedaille bei den Weltmeisterschaften in Plowdiw. Anfang 2019 schnitt sie wegen Schulterproblemen bei den Qualifikationsregatten zu schlecht ab, um für die Europameisterschaften in Luzern nominiert zu werden. Deswegen griff Arnold auf ein früheres Angebot des DRV zurück und begann zusätzlich mit der Riemenmannschaft zu trainieren. 2019 musste sie wegen einer Schulteroperation mehrere Monate pausieren. Im Dezember trat sie beim Langstreckentest des DRV wieder in einem Wettkampf an. Bei den Europameisterschaften 2020 in Posen konnte sie im Achter die Silbermedaille hinter den Rumäninnen gewinnen.
Die 1,74 m große Arnold ruderte für den Hannoverschen Ruder-Club von 1880. Sie studierte Marine Geoscience an der Christian-Albrechts-Universität zu Kiel.